# 8 Bit Weapon
8 Bit Weapon é uma banda de chiptune (ou "chip music") criada por Seth Sternberger.

## Instrumentos
O set de instrumentos de 8 Bit Weapon é composto primariamente de velhos computadores de 8 e 16 bits (com saída de áudio 8-bit), tal como Commodores modelos Vic-20, 64, 128 e Amiga 500 e o Apple II e também consoles de videogame como NES, Gameboy, Atari 2600 e um sintetizador Intellvision.

## Discografia
- Confidential 1.0 (2003)
- Microsoft Halo 2 Celebrity Pre-Release Party Soundtrack (2004)
- Official Bootleg: Live from Robotopia (2004)
- The EP (Limited Edition) (2005)
- Vaporware Soundtracks: (Limited Edition) (2005)
- "Breathe - Vacuum Mix" for Erasure (2005)
- "Don't Say You Love Me - 8 Bit Weapon Remix" for Erasure (2005)
- Vaporware Soundtracks 2.0: (Standard Edition) (2006)
- High Score Movie Soundtrack: "Gameboy Rocker"  (2006)
- "I Like the Way You Werk It - 8 Bit Weapon Remix" for Information Society (2007)
- "Space Lab" off "8 Bit Operators", by Kraftwerk (Astralwerks) (2007)
- "MeanTime EP: An Adventure Through Time!" Limited Edition (2007)
- "Shark Attack - 8 Bit Weapon Remix" for Freezepop (2007)
- Silo 64 (Limited Edition) (2008)
- Confidential 2.0 (2008)
- Reset Generation Soundtrack (2008)